# 瓦庫連丘克
49°56′30″N 28°18′11″E / 49.94167°N 28.30306°E
瓦庫連丘克（烏克蘭語：Вакуленчук），是烏克蘭北部日托米爾州日托米爾區丘德尼夫市镇内的市級鎮。位於該國，距離丘德尼夫19公里，始建於1952年，面積5平方公里，2011年人口2,017，人口密度每平方公里403人。